# Tuek L'ak Muoy
Tuek L'ak Muoy es una comuna (khum) del distrito de Tuol Kork, en la provincia de Nom Pen, Camboya. En marzo de 2008 tenía una población estimada de 13 493 habitantes.
Se encuentra ubicada junto a los ríos Mekong y Bassac, al sur del lago Sap (Tonlé Sap).